# Pozzuolo Martesana
Pozzuolo Martesana ist eine Gemeinde mit 8623 Einwohnern (Stand 31. Dezember 2023) in der Metropolitanstadt Mailand, Region Lombardei. 
Die Nachbarorte von Pozzuolo Martesana sind Inzago, Cassano d’Adda, Gorgonzola, Bellinzago Lombardo, Melzo und Truccazzano.

## Bevölkerungsentwicklung
Pozzuolo Martesana zählt 3056 Privathaushalte. Zwischen 1991 und 2001 stieg die Einwohnerzahl von 6050 auf 7233. Dies entspricht einem prozentualen Zuwachs von 19,6 %.